# Idősbarát Önkormányzat díj
Az Idősbarát Önkormányzat Díjat az Idősügyi Tanács javaslata alapján a szociális miniszter és a belügyminiszter alapította 2004-ben, az 58/2004 (VI. 12.) ESZCSM-BM együttes rendelettel. Az alapítók a díj adományozásával az eddigi eredmények elismerése mellett arra szeretnék figyelmet a felhívni, hogy a településeken az önkormányzatok tehetnek legtöbbet a komplex időspolitika érdekében.
A díjat pályázat útján azok a helyi önkormányzatok nyerhetik el, amelyek:
1. A szociális gondoskodás körébe tartozó kötelező idősügyi alapfeladataikat teljesítik, és
2. Megvalósítják az együttes rendeletben meghatározott alábbi általános követelményeket:
  1. aktív tevékenységükkel - különösen a pályázati lehetőségek kihasználásával - elősegítik az időskorúak helyi szervezeteinek működését, illetve hozzájárulnak szabadidős programjaik megszervezéséhez,
  2. példamutató együttműködést alakítanak ki a kistérségük helyi önkormányzataival, valamint a helyi kisebbségi önkormányzatokkal, illetve a civil szervezetekkel és a lakosság önkéntes segítőivel az időskorúak életvitelének javítása érdekében,
  3. a helyi közéletbe, illetve annak alakításába széleskörűen bevonják az időskorú polgárokat, illetve szervezeteiket,
  4. az a)-c) pontokban meghatározottak megvalósításával kialakították a helyi idősbarát politika azon rendszerét, amely hosszú távon biztosítja e területen az eredményes működést.

## Odaítélése
A díjat öttagú bizottság ítéli oda, évente.

## Díjazottak

### 2004
Díjazottak 2004-ben:
- Móricgát Község Önkormányzata,
- Nyíregyháza Megyei Jogú Város Önkormányzata
- Heves Megyei Önkormányzat

### 2005
Díjazottak 2005-ben:
- Budapest Főváros XIII. Kerületi Önkormányzata
- Gyomaendrőd Város Önkormányzata
- Kompolt Község Önkormányzata
- Miskolc Megyei Jogú Város Önkormányzata
- Somogy Megyei Önkormányzat
- Tiszagyenda Község Önkormányzata

### 2006
Díjazottak 2006-ban:
- Békéscsaba Megyei Jogú Város Önkormányzata
- Budapest Főváros VII. Kerületi Önkormányzata
- Diósberény Község Önkormányzata
- Hajdúböszörmény Város Önkormányzata
- Jász-Nagykun-Szolnok Megyei Önkormányzat
- Nyíracsád Község Önkormányzata

### 2007
Díjazottak 2007-ben:
- Abasár Község Önkormányzata
- Budaörs Város Önkormányzata
- Budapest Főváros VI. Kerületi (Terézváros) Önkormányzata
- Kunsziget Község Önkormányzata
- Makó Város Önkormányzata
- Szeged Megyei Jogú Város Önkormányzata

### 2008
Díjazottak 2008-ban:
- Székesfehérvár Megyei Jogú Város Önkormányzata
- Budapest Főváros XVIII. Kerületi Önkormányzata
- Mórahalom Város Önkormányzata
- Tiszaújváros Város Önkormányzata
- Rózsaszentmárton Község Önkormányzata
- Pusztaederics Község Önkormányzata

Idősbarát Önkormányzat Különdíjban részesült:
- Bihartorda Község Önkormányzata

### 2009
Díjazottak 2009-ben:
- Kecskemét Megyei Jogú Város Önkormányzata
- Budapest Főváros XI. Kerületi (Újbuda) Önkormányzata
- Tokaj Város Önkormányzata
- Alsómocsolád Község Önkormányzata
- Beremend Nagyközség Önkormányzata
- Sárrétudvari Nagyközség Önkormányzata

### 2010
Díjazottak 2010-ben:
- Budapest Főváros III. (Óbuda-Békásmegyer) Önkormányzata
- Győr Megyei Jogú Város Önkormányzata
- Kaba Város Önkormányzata
- Nagykőrös Város Önkormányzata,
- Pest Megyei Önkormányzat
- Pitvaros Község Önkormányzata

### 2011
Díjazottak 2011-ben:
- Balmazújváros Önkormányzata
- Csongrád Város Önkormányzata
- Lippó Község Önkormányzata
- Lovászpatona Község Önkormányzata
- Törökbálint Város Önkormányzata
- Zákány Község Önkormányzata

### 2012
Díjazottak 2012-ben:
- Görbeháza Község Önkormányzata
- Gyula Város Önkormányzata
- Kerekegyháza Város Önkormányzata
- Miskolc Megyei Jogú Város Önkormányzata
- Szolnok Megyei Jogú Város Önkormányzata
- Vászoly Község Önkormányzata

### 2013
Díjazottak 2013-ban:
- Csikóstőttős Község Önkormányzata
- Szederkény Község Önkormányzata
- Vadna Község Önkormányzata
- Vác Város Önkormányzata

Megosztott Idősbarát Önkormányzati Díjat kapott:
- Budapest VIII.  és  Budapest IX. Kerületi Önkormányzata
- Budapest IX. (Ferencváros) és Budapest X. (Kőbánya) Kerületi  Önkormányzata

Idősbarát Önkormányzat Különdíjban részesült:
- Alsózsolca
- Veszprém
- Zalaegerszeg
- Budapest I. Kerületi Önkormányzata
- Budapest II. Kerületi Önkormányzata

### 2014
Díjazottak 2014-ben:
- Budapest XV. Kerület Önkormányzata
- Folyás Község Önkormányzata
- Hódmezővásárhely Megyei Jogú Város Önkormányzata
- Szombathely Megyei Jogú Város Önkormányzata
- Üllés Nagyközség Önkormányzata

### 2015
Díjazottak 2015-ben:
- Budapest Főváros III. Kerületi (Óbuda-Békásmegyer) Önkormányzata
- Budapest Főváros XII. kerület Hegyvidéki Önkormányzata
- Karcag Város Önkormányzata
- Lenti Város Önkormányzata
- Orosháza Város Önkormányzata
- Szanda Község Önkormányzata

### 2016
Díjazottak 2016-ban:
- Budapest Főváros V. Kerületi Belváros-Lipótváros Önkormányzata
- Ebes Község Önkormányzata
- Földeák Község Önkormányzata
- Mesztegnyő Község Önkormányzata
- Nyíregyháza Megyei Jogú Város Önkormányzata
- Szarvaskő Község Önkormányzata